# ガロア理論
ガロア理論（ガロアりろん、Galois theory）は、代数方程式や体の構造を "ガロア群" と呼ばれる群を用いて記述する理論。1830年代のエヴァリスト・ガロアによる代数方程式の冪根による可解性などの研究が由来。ガロアは当時、まだ確立されていなかった群や体の考えを方程式の研究に用いていた。
ガロア理論によれば、“ガロア拡大”と呼ばれる体の代数拡大は、拡大の自己同型群の閉部分群と、拡大の中間体との対応関係で記述される。

## 概要
ガロア理論では、加減乗除ができるような数の範疇での代数方程式を考察対象とする。例えば、有理数や複素数の範囲で多項式で表わされる方程式の解を考えたり、整係数の多項式で素数を法とした解を考えたりする。
代数方程式が "代数的に解ける" かどうか、つまり係数に対する四則演算と根号の有限個の組合せで解が表せるかどうかが問題になる。四次までの代数方程式についてはこれが可能。
例えば二次の多項式 x2 − 2ax + b = 0 の二つの根は
{\displaystyle a\pm {\sqrt {a^{2}-b}}}
と表すことができる。
一般に、与えられた多項式 p（以下技術的な仮定として p の分離性を仮定する）の根が(当該)多項式の係数の四則演算と冪根によって表せるかどうかは、係数の作る体 K の適当な冪根拡大に根が含まれるかどうか、あるいは別の見方をすれば、与えられた多項式の根を全て添加して、その上では多項式 p が一次式の積に分解するようにした体（多項式 p の分解体; splitting field）L が、体 K の冪根拡大になっているか、と定式化できる。
多項式 p を形式的に根の一次式の積として表す（実際、これは K を含む代数閉体上で可能になる）ことで 多項式 p の係数は根の基本対称式であること（根と係数の関係）が分かる。
拡大体 L の自己同型 σ が根の入れ替えを引き起こしているときには σ の下で多項式 p の係数や、より一般に K の元は変化しないことが分かる。
一方、K の元を不変にするような L の自己同型は多項式 p の根を入れ替えている。
このような変換すべての集まり Gal(L/K) は変換の合成という二項演算について群の構造を持っている。
これを L の K 上のガロア群、または多項式 p のガロア群と呼ぶ。
仮に 多項式 p の根が係数の加減乗除やべき根による式で表せていたとすると、その式のうち一部分で表される数から生成するような体を考えることができる。
こうして得られる体は K を含んで L に含まれる体（L の部分拡大）となる。
このとき、ガロア理論の主定理によってこの部分拡大をちょうど不変体にするような Gal(L/K) の部分群が存在する。
K の元 x の n 乗根は n 個あるが、それらすべてで生成されるような L の部分体は重要な役割を果たす。
より一般に、体の拡大において、ある体上で既約な多項式の分解体となるという性質を正規性といい、中間体の正規性はガロア群の部分群が正規部分群であることに対応している。
例えば、L の正規部分拡大のうちで K の特定の元のべき根によって生成されるもの M の対称性を表す群
{\displaystyle \operatorname {Gal} (M/K)=\operatorname {Gal} (L/K)/\operatorname {Gal} (L/M)}
は巡回群になる。
L が K のべき根拡大になっているかどうかは群 Gal(L/K) が可解群になっているかどうか。
このようにして分解体の自己同型を調べることで方程式の可解性について考察することができる。
一方、最も一般的な設定の下では群 Gal(L/K) は n 次の対称群になる。
特に、5 次以上の一般の多項式の対称性を表す 5 次の対称群は可解群ではない。
このことから 5 次以上の代数方程式は一般に可解でない（代数的な根の公式が存在しない）。

### より発展的な定式化
抽象代数学においては、方程式とその分解体という具体的な対象を一旦放棄して、抽象的に定義された体の代数的拡大を取り扱うことになる。上と同様に拡大体の自己同型と部分群の間の対応がうまくいくように、分離性と正規性とよばれる二つの条件が要求される。この二つを満たすような拡大は ガロア拡大 (Galois extension) と呼ばれる。
一般に体 K の有限次分離拡大の「合併」として K の分離閉包 K sep が考えられる。K sep の正規部分拡大 L の自己同型で K の元を固定しているもの全体 Gal(L/K) は L に含まれる K の有限次分離拡大のガロア群の射影極限となっている。Gal(L/K) は各点収束の位相について位相群となり、L の中間体のなす系と、Gal(L/K) の閉部分群たちのなす系との間に同値性が成り立つ。
体 K に対しその絶対ガロア群 GK = Gal(K sep/K) が推移的かつ連続に作用する有限離散空間 X が与えられたとする。このとき X から K sep への写像の空間 (Ksep)X に対する GK の作用
{\displaystyle (g,f)[x]=f(g^{-1}x)}
が考えられる。この作用の下で固定されている写像たちのなす部分代数は、X の任意の一点の固定部分群に関する K sep の不変部分体と同型になる（X の点の取り替えは K sep の中での共役な部分体の取り替えに対応する）。X への作用の推移性を外すことは K の有限次分離拡大体の代わりに K 上の有限エタール代数を考えることに対応し、こうして K 上の有限エタール代数のなす圏と GK が連続に作用する離散有限空間のなす圏との間の反変圏同値が得られる。これを出発点としてアレクサンドル・グロタンディークによるガロア理論の圏論的定式化が得られる。

グロタンディークのガロア理論において古典的なガロア理論は次のように理解される。K上のエタール代数はアフィンスキーム Spec(K) の上のエタール層を表しており、埋め込みK → K sep に対応する射 Spec(K sep) → Spec(K) が表す「点」でのファイバーをとることに対応する関手 FK sep: A → HomK(A, K sep) が、圏同値 : Spec(K) 上のエタール層の圏 EtK ≡ G が連続的に作用する集合の圏 BG
をひき起こしている。また、絶対ガロア群はこのファイバー関手の自己同型群として実現されており、特定の公理を満たしている関手 {\displaystyle \operatorname {F} _{K^{\mathrm {sep} }}:\operatorname {Et} _{K}\to (\mathrm {Sets} )} からガロア群を復元できることが分かる。また、上の圏同値によって、体 K上の ガロアコホモロジーは、Spec(K) 上のエタール・コホモロジー理論と同値となる。

### 逆問題
与えられた方程式（あるいは体のガロア拡大）のガロア群を求める問題を "ガロアの順問題"、与えられた群をガロア群としてもつ方程式（あるいは体の拡大）を具体的に構成する問題を "ガロアの逆問題" と呼ぶことがある。

## ガロア理論の基本定理
体 L を体 K の有限次ガロア拡大とする。「L と K の中間体 M」 と 「Gal(L/K) の部分群 H」 について次の式が成立つ。
{\displaystyle M=L^{\operatorname {Gal} (L/M)},~~H=\operatorname {Gal} (L/L^{H}).}
ただし、Gal(L/M) は拡大 L/M のガロア群であり、LH は H の作用で不変な L の元を集めた L の部分体を指す。
したがって、「L と K の中間体 M」 と　「ガロア群 Gal(L/K) の部分群 H」の間の相互の対応を与える写像
{\displaystyle \phi :M\to H=\operatorname {Gal} (L/M),~~\psi :M=L^{H}\leftarrow H}
は互いに逆であり、全単射になることがわかる。また、この対応はあきらかに包含関係を逆にしている。
つまり、中間体が M1 ⊃ M2 ならば φ(M1) ⊂ φ(M2) であり、
部分群が H1 ⊃ H2 ならば ψ(H1) ⊂ ψ(H2) となる。

## 歴史

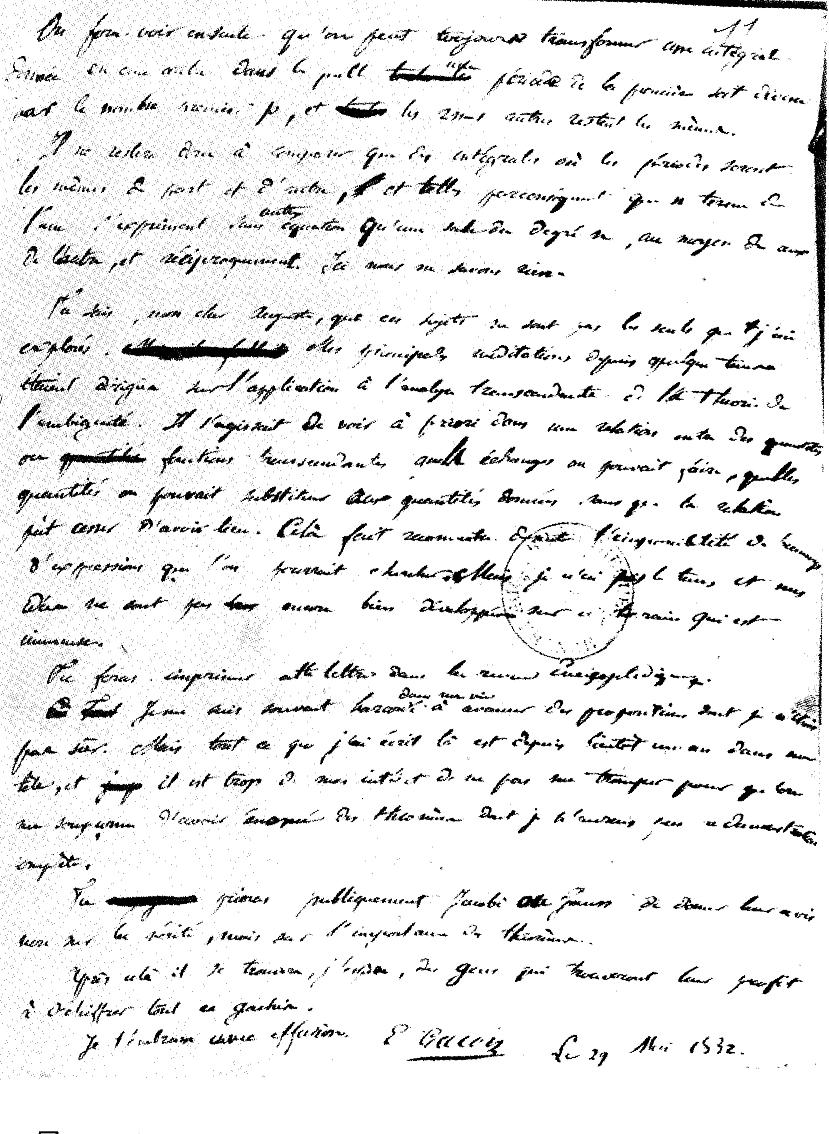
オーギュスト・シュヴァリエ宛のガロアの手紙の最終頁（1832年5月29日）

ガロアは1832年の（死の原因となる）決闘の前日に、友人のオーギュスト・シュヴァリエに宛てて、ガロア理論と楕円関数論に関する数学的業績を要約した手紙を書いた。その後、1846年になって、リウヴィルがガロアの功績を知って自分の雑誌にガロアの論文集を掲載したことで、多くの数学者が刺激を受けることになった。デデキントは1855年から1857年にかけてゲッティンゲン大学でガロア理論に関する最初の講義をおこなった。そのとき、デデキントはガロアの理論を「ガロア理論」（独: Galois-Theorie）と名づけた。早い時期に、ベッチ、クロネッカー、ケイリー、セレは群概念を厳密化していった。カミーユ・ジョルダンによって1870年に発表された『置換と代数方程式論』 (Traité des substitutions et des équations algebraique) はガロア理論に関する包括的な解説として最も古いものである。1871年にデデキントは四則演算で閉じた（数の）集合を「体」（独: Körper）と名づけた。また、デデキントとウェーバーは1882年に代数関数体とリーマン面の代数的理論を構築した。
ソフス・リーによって導入されたリー群は代数方程式に対するガロア理論の類似を微分方程式に対して確立しようという試みの中から生まれたとされている。その後、エミール・アルティンによってガロア理論の線型代数学的な定式化が追求された。アレクサンダー・グロタンディークによって圏論的な定式化と数論幾何・代数幾何への応用が押し進められた。

## 関連文献
和書：
- 足立恒雄『ガロア理論講義』日本評論社〈日評数学選書〉、1996年12月。ISBN 4-535-60124-0。
  - 足立恒雄『ガロア理論講義』（増補版）日本評論社〈日評数学選書〉、2003年4月。ISBN 4-535-60141-0。
- アーベル、ガロア『群と代数方程式』守屋美賀雄訳・解説、共立出版〈現代数学の系譜 11〉、1975年4月20日。ISBN 4-320-01164-3。 - 原論文の翻訳とその解説。
- 石井俊全『ガロア理論の頂を踏む』ベレ出版〈BERET SCIENCE〉、2013年8月22日。ISBN 978-4-86064-363-8。
- 彌永昌吉『ガロアの時代・ガロアの数学』 第一部　時代篇、シュプリンガー・フェアラーク東京、1999年7月8日。ISBN 4-431-70688-7。
  - 彌永昌吉『ガロアの時代・ガロアの数学』 第一部　時代篇、丸善出版、1999年7月8日。ISBN 978-4-621-06214-2。
- 彌永昌吉『ガロアの時代・ガロアの数学』 第二部　数学篇、シュプリンガー・フェアラーク東京、2002年8月17日。ISBN 4-431-70802-2。
  - 彌永昌吉『ガロアの時代・ガロアの数学』 第二部　数学篇、丸善出版、2002年8月17日。ISBN 978-4-621-06209-8。
- 加藤 文元『ガロア理論12講　概念と直観でとらえる現代数学入門』KADOKAWA、2022年7月21日。ISBN 978-4-04-400682-2。
- 金重明『13歳の娘に語るガロアの数学』岩波書店、2011年7月28日。ISBN 978-4-00-005211-5。 - 注釈：2014年度日本数学会出版賞受賞。
- 金重明『方程式のガロア群　深遠な解の仕組みを理解する』講談社〈ブルーバックス B-2046〉、2018年1月20日。ISBN 978-4-06-502046-3。 - 注釈：具体的な方程式のガロア群を計算することで複雑に見えていた解の構造を理解する。
- 金重明『ガロアの論文を読んでみた』岩波書店〈岩波科学ライブラリー 277〉、2018年9月21日。ISBN 978-4-00-029677-9。 - 注釈：ガロアの第1論文を行間を補いつつ読み解く。
- 倉田令二朗『ガロアを読む　第Ⅰ論文研究』日本評論社、2011年7月15日（原著1987年7月）。ISBN 978-4-535-78158-0。 - 2011年に復刊した。
- 小島 寛之『天才ガロアの発想力　対称性と群が明かす方程式の秘密』技術評論社〈tanQブックス 10〉、2010年9月。ISBN 978-4-7741-4345-3。
  - 小島 寛之『天才ガロアの発想力　対称性と群が明かす方程式の秘密　完全版』技術評論社〈知の扉シリーズ〉、2019年7月19日。ISBN 978-4-297-10627-0。 - 注釈：ベクトル空間を導入して、ガロアの定理のほぼ完全な証明を収録。
- 斎藤 毅『数学原論』東京大学出版会、2020年4月19日。ISBN 978-4-13-063904-0。 - 注釈：「第３章　ガロワ理論」でガロワ理論の基本定理をガロワ群の作用する集合の圏と中間体のなす圏の間の反同値として証明する。
- 鈴木智秀『図解と実例と論理で、今度こそわかるガロア理論』SBクリエイティブ、2017年2月22日、224頁。ISBN 978-4-7973-9020-9。
- イアン・スチュアート『明解ガロア理論』鈴木治郎・並木雅俊訳（原著第3版）、講談社〈KS理工学専門書〉、2008年3月15日。ISBN 978-4-06-155770-3。 - 200題を超える演習問題を付す。
- 中島匠一『代数方程式とガロア理論』共立出版〈共立叢書 現代数学の潮流〉、2006年7月10日。ISBN 4-320-01696-3。
- 中村亨『ガロアの群論 方程式はなぜ解けなかったのか』講談社〈ブルーバックス B-1684〉、2010年5月20日。ISBN 978-4-06-257684-0。
- 藤崎源二郎『体とガロア理論』岩波書店〈岩波基礎数学選書〉、1991年4月。ISBN 4-00-007813-5。
- 矢ヶ部巌『数Ⅲ方式ガロアの理論　アイデアの変遷をめぐって』（新装版）現代数学社、2016年2月25日（原著1976年）。ISBN 978-4-7687-0453-0。
- 結城浩『数学ガール　ガロア理論』SBクリエイティブ、2012年5月30日。ISBN 978-4-7973-6754-6。
- ジョセフ・ロットマン『ガロア理論』関口次郎訳、シュプリンガー・フェアラーク東京、1997年11月25日。ISBN 4-431-70755-7。
  - ジョセフ・ロットマン『ガロア理論』関口次郎訳（改訂新版）、シュプリンガー・フェアラーク東京、2000年6月25日。ISBN 4-431-70890-1。
  - ジョセフ・ロットマン『ガロア理論』関口次郎訳（改訂新版）、丸善出版、2016年10月30日。ISBN 978-4-621-06627-0。
- Tignol, Jean‐Pierre『代数方程式のガロアの理論』新妻弘訳、共立出版、2005年3月。ISBN 978-4-320-01770-2。 - 代数方程式の解法を歴史的に解説。

以下の和書の出版順のリストは長くなるから普段は隠しておいた方が良いかもしれない。しかしどれも難易度はあるもののガロア理論に関連するものである。
- 村勢一郎：「方程式論」、東海書房（1948年5月30日）．後編第3章：「Galoisのガロア理論」.
- エム・ポストニコフ、日野寛三(訳)：「ガロアの理論」、東京図書 (1964年6月25日). ※ 既約5次方程式が解かれる場合についての解説がある。
- 高木貞治：「代数学講義：改訂新版」、共立出版、ISBN 978-4-320-01000-0 (1965年11月25日).　第7章：「不可能の証明」.
- アルチン：「ガロア理論入門」、東京図書(1974年)　※原著 1959年。
- アーベル/ガロア：「群と代数方程式」、共立出版 (1975年)。
- 矢ケ巌：「数Ⅲ方式：ガロアの理論」、現代数学社（1979年）。
- スチュワート：「ガロアの理論」、共立出版（1979年）※原著 1973年。
- 山下純一：「ガロアへのレクイエム」、現代数学社、ISBN 4-7687-0161-2 (1986年10月8日). ※ ガロアの業績と関連する数学発展史
- 倉田令二郎：「ガロアを読む」、日本評論社（1987年）。
- 草場公邦：「ガロワと方程式」、朝倉書店、ISBN 4-254-11467-2 (1989年7月10日).
- 藤崎源二郎：「体とガロア理論」、岩波書店（1991年）。
- J. P. セール(著)、H. ダルモン(筆記)、植野義明(訳)：「ガロア理論特論」、トッパン、ISBN 4-8101-8924-4 (1995年3月10日). ※ ガロア群の逆問題を扱っている。
- 松田隆輝：「ガロア理論」、槇書店、ISBN 4-8375-0635-6 (1996年4月5日).
- 原田耕一郎：「群の発見」、岩波書店、ISBN 4-00-006791-5 (2001年11月21日). 第3章：「ガロア理論」．
- Jean-Pierre Tignol、新妻弘(訳)：「代数方程式のガロアの理論」、共立出版、ISBN 4-320-01770-6 (2005年3月15日).
- 桂利行：「代数学 III：体とガロア理論」、東京大学出版会、ISBN 4-13-062953-0 (2005年9月26日).
- ディヴィッド・A・コックス、梶原健(訳)：「ガロワ理論 上」、日本評論社、ISBN 978-4-535-78454-3 (2008年11月25日).
- 中村亨：「ガロアの群論：方程式はなぜ解けなかったのか」、講談社(ブルーバックス B-1684)、ISBN 978-4-06-257684-0 (2010年5月20日).
- ディヴィッド・A・コックス、梶原健(訳)：「ガロワ理論 下」、日本評論社、ISBN 978-4-535-78455-0 (2010年9月20日).
- 雪江明彦：「代数学 2：環と体とガロア理論」、日本評論社、ISBN 978-4-535-78660-8 (2010年12月20日).
- 三宅克哉：「方程式が織りなす代数学」、共立出版、ISBN 978-4-320-01960-7 (2011年2月25日).　※ 第VI章：「ガロアの理論」、第VII章：「ガロアの逆問題から」。
- 繭野孝和：「わかりやすい 方程式とガロア理論入門」、天の川教育文化研究所、ISBN 978-4-904424-00-1 (2011年9月30日).
- 木村俊一：「ガロア理論」、共立出版、ISBN 978-4-320-01994-2 (2012年11月15日).
- 藤田岳彦：「難問克服　解いてわかるガロア理論」、東京図書、ISBN 978-4-48902148-0 (2013年1月25日).
- 髙瀨正仁：「アーベル（前編）不可能の証明へ」、現代数学社、ISBN 978-4-7687-0432-5 (2014年7月14日).
- 黒川信重：「ガロア理論と表現論：ゼータ関数への出発」、日本評論社、ISBN 978-4-535-78589-2 (2014年11月30日).
- 鈴木智英：「図解と実例と論理で、今度こそわかるガロア理論」、SBクリエイティブ、ISBN 978-4-7973-9020-9 (2017年2月28日).
- 金重明：「方程式のガロア群：深遠な解の仕組みを理解する」、講談社(ブルーバックス 2046)、ISBN 978-4-06-502046-3 (2018年1月18日).
- 芳沢光雄：「今度こそわかる ガロア理論」、講談社サイエンティフィク、ISBN 978-4-06-156602-6 (2018年4月14日).
- 冨田佳子：「代数学の華　ガロア理論」、現代数学社、ISBN 4-7687-0522-7 (2019年).
- 藤原松三郎：「代数学 第2巻」(改訂新版)、内田老鶴圃、ISBN 978-4-7536-0162-2 (2020年4月). 第11章:「ガロアの方程式論」.
- 新妻弘：「独習ガロア理論 : 群環体から低次数のガロア群まで初学者のための至極の講義録」、近代科学社、ISBN 978-4-76490674-7 (2023年12月26日）.
- 金重明：「はじめてのガロア：数学が苦手でもわかる天才の発想」、講談社（ブルーバックス 2271）、ISBN 978-4-06-536563-2 (2024年8月23日).

洋書：
- Dehn, Edgar (2017-06-21) [1960], Algebraic Equations: An Introduction to the Theories of Lagrange and Galois, Dover Books on Mathematics, Dover Publications, ISBN 978-0-486-43900-6 - 1930年にコロンビア大学出版局から出版された版の復刊。
- Edwards, Harold (1984) (英語), Galois Theory, Graduate Texts in Mathematics, Vol. 101 (3rd printing ed.), Springer, pp. 172, ISBN 0-387-90980-X - ガロアの原論文に則って解説。原論文の英訳付き。
- Jörg Bewersdorff: Galois Theory for Beginners: A Historical Perspective, AMS (STML 35), ISBN 0-8218-3817-2 (2006).